# Basalt (Idaho)
Basalt – miasto w Stanach Zjednoczonych, w stanie Idaho, w hrabstwie Bingham.